# Mike Montgomery
Michael John Montgomery, detto Mike (Long Beach, 27 febbraio 1947), è un allenatore di pallacanestro statunitense, professionista nella NBA.

## Palmarès
- Campione NIT (1991)
- Naismith College Coach of the Year (2000)